# Нова Самарка
Нова Сама́рка (рос. Новая Самарка, башк. Яңы һамар) — присілок у складі Біжбуляцького району Башкортостану, Росія. Входить до складу Зіріклинської сільської ради.
Населення — 6 осіб (2010; 16 в 2002).
Національний склад:
- росіяни — 88 %